# Craig T. Nelson
Craig Theodore Nelson (Spokane, 4 aprile 1944) è un attore statunitense.

## Biografia
Craig Theodore Nelson nacque a Spokane (Washington), il 4 aprile 1944. figlio di Vera Margaret (nata Spindler; 1906–1971), ballerina, e Armand Gilbert Nelson (1900–1964), imprenditore. Nelson frequentò la Lewis and Clark High School, dove giocò  football, baseball, e basketball. Frequentò poi la Central Washington University. Lasciò quella università per andare al Yakima Valley College dove iniziò a prendere lezioni di recitazione da Mr. Brady. Dalla Yakima, si trasferì alla University of Arizona. Nel 1969, Nelson abbandonò gli studi per intraprendere la carriera a Hollywood. Lavorò come guardia giurata in California, e poi iniziò a scrivere commedie. È apparso in molti film di successo, tra i quali Poltergeist - Demoniache presenze (1982), Poltergeist II - L'altra dimensione (1986), Cappuccetto Rosso (1987), In campeggio a Beverly Hills (1989) e La neve nel cuore (2005).
È stato protagonista della serie TV americana The District (quattro stagioni dal 2000 al 2004), in cui ha interpretato il ruolo di Jack Mannion, capo del dipartimento di polizia a Washington D.C.. In Parenthood (sei stagioni, dal 2010 al 2015) ha interpretato Zeek Braverman, il patriarca della famiglia sulle cui vicende è incentrata la serie.  È stato sposato dal 1965 al 1982 con Robin McCarthy, da cui ha avuto tre figli: Tiffany, Chris (scrittore di fantascienza) e Noah (sceneggiatore). Dal 1987 è sposato con l'attrice Doria Cook.

## Filmografia

### Cinema
- Vampire Story (The Return of Count Yorga), regia di Bob Kelljan (1971)
- Scream Blacula Scream, regia di Bob Kelljan (1973)
- Flesh Gordon - Andata e ritorno... dal pianeta Porno! (Flesh Gordon), regia di Michael Benveniste e Howard Ziehm (1974)
- ...e giustizia per tutti (...And Justice for All), regia di Norman Jewison (1979)
- Where the Buffalo Roam, regia di Art Linson (1980)
- Soldato Giulia agli ordini (Private Benjamin), regia di Howard Zieff (1980)
- Nessuno ci può fermare (Stir Crazy), regia di Sidney Poitier (1980)
- La formula (The Formula), regia di John G. Avildsen (1980)
- Poltergeist - Demoniache presenze (Poltergeist), regia di Tobe Hooper (1982)
- Un uomo, una donna e un bambino (Man, Woman and Child), regia di Dick Richards (1983)
- Il ribelle (All the Right Moves), regia di Michael Chapman (1983)
- Osterman Weekend (The Osterman Weekend), regia di Sam Peckinpah (1983)
- Silkwood, regia di Mike Nichols (1983)
- Urla del silenzio (The Killing Fields), regia di Roland Joffé (1984)
- Poltergeist II - L'altra dimensione (Poltergeist II: The Other Side), regia di Brian Gibson (1986)
- Rachel River, regia di Sandy Smolan (1987)
- Cappuccetto Rosso (Red Riding Hood), regia di Adam Brooks (1987)
- Action Jackson, regia di Craig R. Baxley (1988)
- Lei, io e lui (Ich und er), regia di Doris Dörrie (1988)
- In campeggio a Beverly Hills (Troop Beverly Hills), regia di Jeff Kanew (1989)
- Turner e il casinaro (Turner & Hooch), regia di Roger Spottiswoode (1989)
- L'agguato - Ghosts from the Past (Ghosts of Mississippi), regia di Rob Reiner (1996)
- Una coppia di scoppiati (I'm Not Rappaport), regia di Herb Gardner (1996)
- L'avvocato del diavolo (The Devil's Advocate), regia di Taylor Hackford (1997)
- Sesso & potere (Wag the Dog), regia di Barry Levinson (1997)
- The Skulls - I teschi (The Skulls), regia di Rob Cohen (2000)
- All Over Again (Against Time), regia di Cleve Nettles (2001)
- La neve nel cuore (The Family Stone), regia di Thomas Bezucha (2005)
- Blades of Glory - Due pattini per la gloria (Blades of Glory), regia di Will Speck e Josh Gordon (2007)
- Ricatto d'amore (The Proposal), regia di Anne Fletcher (2009)
- The Company Men, regia di John Wells (2010)
- Soul Surfer, regia di Sean McNamara (2011)
- Duri si diventa (Get Hard), regia di Etan Cohen (2015)
- Gold - La grande truffa (Gold), regia di Stephen Gaghan (2016)
- Book Club - Tutto può succedere (Book Club), regia di Bill Holderman (2018)
- Book Club - Il capitolo successivo (Book Club: The Next Chapter), regia di Bill Holderman (2023)

### Televisione
- Mary Tyler Moore (Mary Tyler Moore Show) – serie TV, 1 episodio (1973)
- Bachelor-at-Law, regia di Jay Sandrich – film TV (1973)
- Charlie's Angels – serie TV, episodio 2x25 (1978)
- Wonder Woman – serie TV, 1 episodio (1978)
- Alla conquista del West (How the West Was Won) – serie TV, 1 episodio (1979)
- Diary of a Teenage Hitchhiker, regia di Ted Post – film TV (1979)
- Promessa d'amore (The Promise of Love), regia di Don Taylor – film TV (1980)
- Rage!, regia di William A. Graham – film TV (1980)
- Time Out (The White Shadow) – serie TV, 1 episodio (1980)
- Una storia d'amore (Inmates: A Love Story), regia di Guy Green – film TV (1981)
- WKRP in Cincinnati – serie TV, 1 episodio (1981)
- Assassinio nel Texas (Murder in Texas), regia di William Hale – film TV (1981)
- Chicago Story, regia di Eric Bercovici – film TV (1981)
- Soldato Benjamin (Private Benjamin) – serie TV, 3 episodi (1981-1982)
- Paper Dolls, regia di Edward Zwick – film TV (1982)
- Chicago Story – serie TV, 13 episodi (1982)
- Squadriglia top secret (Call to Glory) – serie TV, 23 episodi (1984-1985)
- Alex: The Life of a Child, regia di Robert Markowitz – film TV (1986)
- The Ted Kennedy Jr. Story, regia di Delbert Mann – film TV (1986)
- Murderers Among Us: The Simon Wiesenthal Story, regia di Brian Gibson – film TV (1989)
- Coach – serie TV, 199 episodi (1989-1997)
- Agente speciale Kiki Camarena - Sfida ai narcos (Drug Wars: The Camarena Story) – miniserie TV, 3 puntate (1990)
- La parte erogena di un transessuale (Extreme Close-Up), regia di Peter Horton – film TV (1990)
- La venere nera (The Josephine Baker Story), regia di Brian Gibson – film TV (1991)
- Sulla strada per morire (The Switch), regia di Bobby Roth – film TV (1993)
- The Fire Next Time – miniserie TV, 2 puntate (1993)
- Ride with the Wind, regia di Bobby Roth – film TV (1994)
- Oltre il sospetto (Probable Cause), regia di Raul Ziller – film TV (1994)
- Take Me Home Again, regia di Tom McLoughlin – film TV (1994)
- Tre vite allo specchio (If These Walls Could Talk), regia di Nancy Savoca e Cher – film TV, episodio "1996" (1996)
- Creatura (Creature) – miniserie TV, 2 puntate (1998)
- To Serve and Protect – miniserie TV, 2 puntate (1999)
- The Huntress – serie TV, 1 episodio (2000)
- Dirty Pictures, regia di Frank Pierson – film TV (2000)
- The District – serie TV, 89 episodi (2000-2004)
- The Agency – serie TV, 1 episodio (2002)
- My Name Is Earl – serie TV, 4 episodi (2007)
- CSI: NY – serie TV, 3 episodi (2009)
- Detective Monk (Monk) – serie TV, episodi 8x15-8x16 (2009)
- Parenthood – serie TV, 103 episodi (2010-2015)
- Hawaii Five-0 – serie TV, 1 episodio (2013)
- Grace and Frankie – serie TV, 5 episodi (2015)
- Raised by Wolves, regia di Ben Taylor – film TV (2017)
- Young Sheldon – serie TV, 44 episodi (2019-2024)
- Georgie & Mandy's First Marriage – serie TV (2024)

### Doppiaggio
- Gli Incredibili - Una "normale" famiglia di supereroi (The Incredibles), regia di Brad Bird (2004)
- Gli Incredibili 2 (Incredibles 2), regia di Brad Bird (2018)

## Riconoscimenti
- Primetime Emmy Awards
  - 1992 - Migliore attore protagonista in una serie commedia - Coach

## Doppiatori italiani
Nelle versioni in italiano delle opere in cui ha recitato, Craig T. Nelson è stato doppiato da:
- Stefano De Sando in Creatura, My Name Is Earl, The Company Men, Book Club - Tutto può succedere, Young Sheldon, Book Club - Il capitolo successivo
- Rodolfo Bianchi in Blades of Glory - Due pattini per la gloria, Ricatto d'amore, Duri si diventa
- Paolo Buglioni in Urla del silenzio, CSI: NY, Gold - La grande truffa
- Paolo Poiret in Poltergeist - Demoniache presenze, Turner e il casinaro
- Massimo Corvo ne L'avvocato del diavolo, Sesso & potere
- Fabrizio Temperini in The District, Grace and Frankie
- Gino La Monica ne La neve nel cuore, Parenthood
- Sergio Di Stefano in Lie to Me, Detective Monk[6]
- Elio Zamuto in ...e giustizia per tutti
- Arturo Dominici in Alla conquista del West
- Dario Penne ne Il ribelle
- Osvaldo Ruggieri in Osterman Weekend
- Luciano De Ambrosis in Silkwood
- Pino Colizzi in Poltergeist II - L'altra dimensione
- Nando Gazzolo in Action Jackson
- Vittorio Di Prima in Cappuccetto Rosso
- Roberto Rizzi in In campeggio a Beverly Hills
- Oreste Rizzini in L'agguato - Ghosts from the Past
- Antonio Sanna in The Skulls - I teschi
- Michele Gammino in Hawaii Five-0
- Fabrizio Pucci in Soul Surfer

Da doppiatore è sostituito da:
- Sergio Fiorentini in Flesh Gordon - Andata e ritorno... dal pianeta Porno!
- Adalberto Maria Merli ne Gli Incredibili - Una normale famiglia di supereroi
- Fabrizio Pucci ne Gli Incredibili 2